# Clinton Township (Macomb County, Michigan)
Clinton Township ist ein Charter Township im Macomb County in Michigan, Vereinigte Staaten in der Metropolregion von Detroit direkt östlich von Sterling Heights.
Die Gegend wurde 1782 besiedelt, 1818 als Huron Township nach einem angrenzenden Fluss gegründet, im Konflikt mit dem eigentlichen Huron River aber 1824 zu Ehren von DeWitt Clinton samt angrenzendem Fluss umbenannt. 1989 erhielt der Township als Charter Township, einer Besonderheit des Staates Michigan, weitergehende Privilegien.
Es besteht eine Partnerschaft zu der japanischen Stadt Yasu.

## Persönlichkeiten
- Robert Ettinger (1918–2011), Kryoniker
- Christopher Bartolone  (* 1970), Eishockeyspieler und heutiger -trainer
- Eminem (* 1972), Sänger
- Kyle Connor (* 1996), Eishockeyspieler